# Shichahai

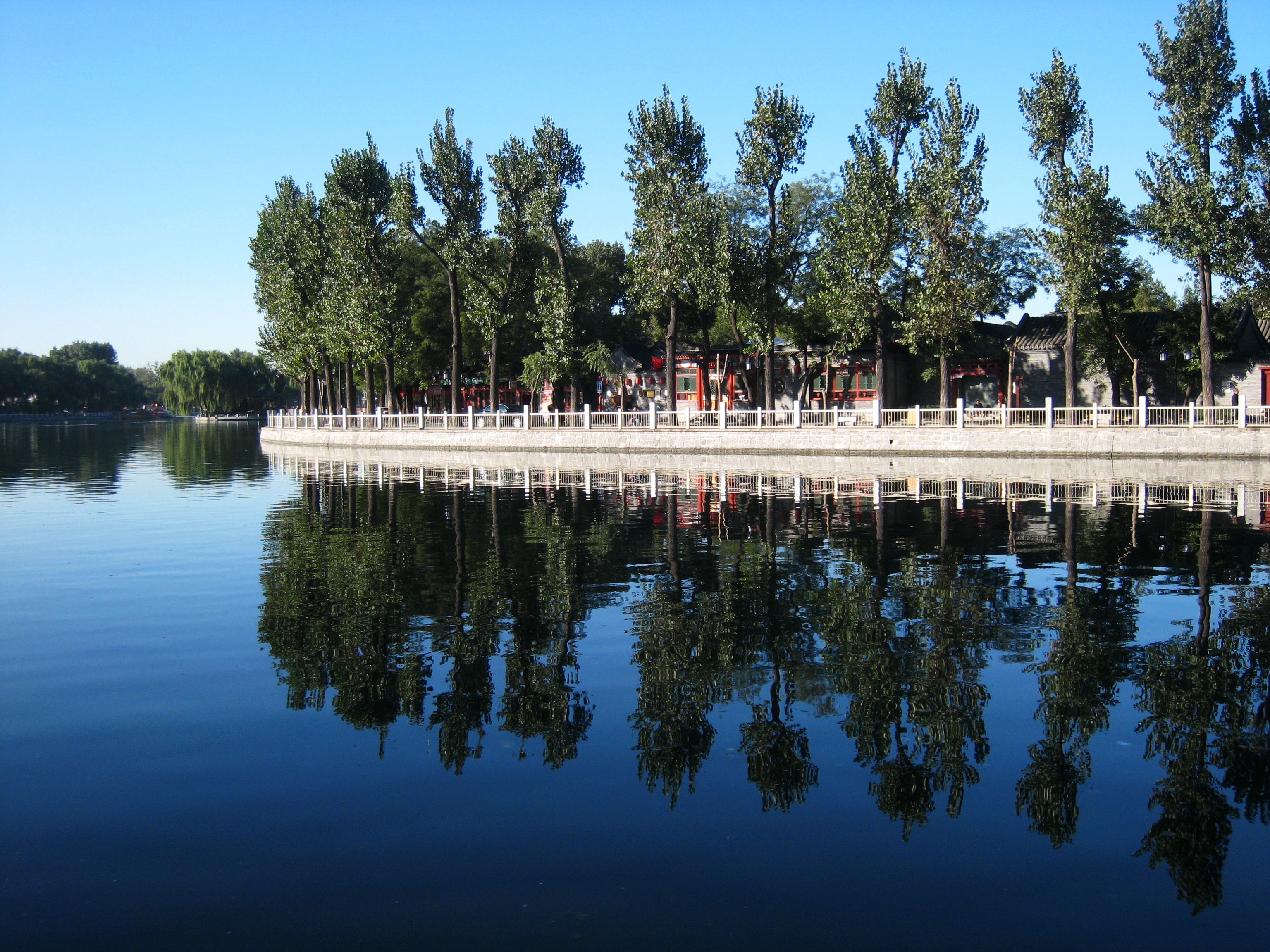

Shichahai (en chinois : 什刹海) est un ensemble de 3 lacs situé dans la Cité impériale au nord-ouest de la Cité interdite et au Nord du parc Beihai à Pékin en République populaire de Chine.
Il est composé de trois lacs ; Qianhai (前海, le lac avant), situé au Sud-Est, séparé du parc Beihai par l'avenue Di'an men Ouest (地安门西大街, « Avenue Ouest de la Porte de la Paix terrestre »), Houhai (后海, le lac arrière), situé au centre et Xihai (西海, le lac de l'Ouest), situé au Nord Ouest de la formation.